# Diane Abbott
Diane Julie Abbott (Paddington, 27 settembre 1953) è una politica britannica.
Nasce a Paddington da immigrati giamaicani, frequenta la Harrow County Grammar School e si laurea in storia al Newnham College a Cambridge.
È un membro del parlamento britannico del partito laburista per il collegio elettorale di Hackney North and Stoke Newington. Eletta per la prima volta nel 1987 è stata la prima donna di colore eletta alla House of Commons. È rimasta l'unica donna di colore nel parlamento per dieci anni, finché nel 1997 non venne eletta anche Oona King. È considerata più a sinistra rispetto alle politiche del Nuovo Partito Laburista ed è stata sospesa dal partito dal 23 aprile 2023 al 28 maggio 2024 per commenti sul razzismo.

## Origini e carriera
Abbott è nata da genitori di origini giamaicane: il padre era saldatore e la madre infermiera. Frequentò la Harrow County Grammar School e poi il Newnham College dell'Università di Cambridge, dove studiò storia. Dopo gli studi universitari prestò servizio come assistente sociale dal 1976 al 1978, diventando "Ufficiale per le Relazioni Razziali" presso il National Council for Civil Liberties dal 1978 al 1980. Tra i suoi colleghi all'NCCL figuravano Harriet Harman, Patricia Hewitt e Paul Boateng, che divennero tutti Membri del Parlamento per il Partito Laburista. Tutti tranne Abbott sono stati ministri di gabinetto nel governo laburista del 1997.

## Giornalismo
La Abbott fu ricercatrice e reporter alla Thames Television dal 1980 al 1983 e poi ricercatrice e reporter alla breakfast television company TV AM dal 1983 al 1985. La Abbott al Greater London Council sotto Ken Livingstone dal 1985 al 1986 e Head of Press e Public Relations al Lambeth Council dal 1986 al 1987.

## Carriera politica
La sua carriera nella politica elettorale iniziò nel 1982 quando fu eletta al Westminster City Council, come una delle prime donne nere. Cinque anni dopo nel 1987 fu eletta alla Camera dei comuni, sostituendo il settantacinquenne Ernest Roberts come deputata per il collegio di Hackney North and Stoke Newington.

### Vita privata
Diane Abbott si sposò nel 1991 e divorziò nel 1993, in un matrimonio da cui ha avuto un figlio. La Abbott scelse come padrino del figlio Jonathan Aitken, che era stato il suo capo a TV AM. La sua decisione di mandare il figlio alla scuola privata City of London School, che lei stessa descrisse come "insostenibile", causò una polemica e fu vista da molti come ipocrita.